# Rhamnus pumila
Rhamnus pumila là một loài thực vật có hoa trong họ Táo. Loài này được Turra miêu tả khoa học đầu tiên năm 1764.

## Hình ảnh

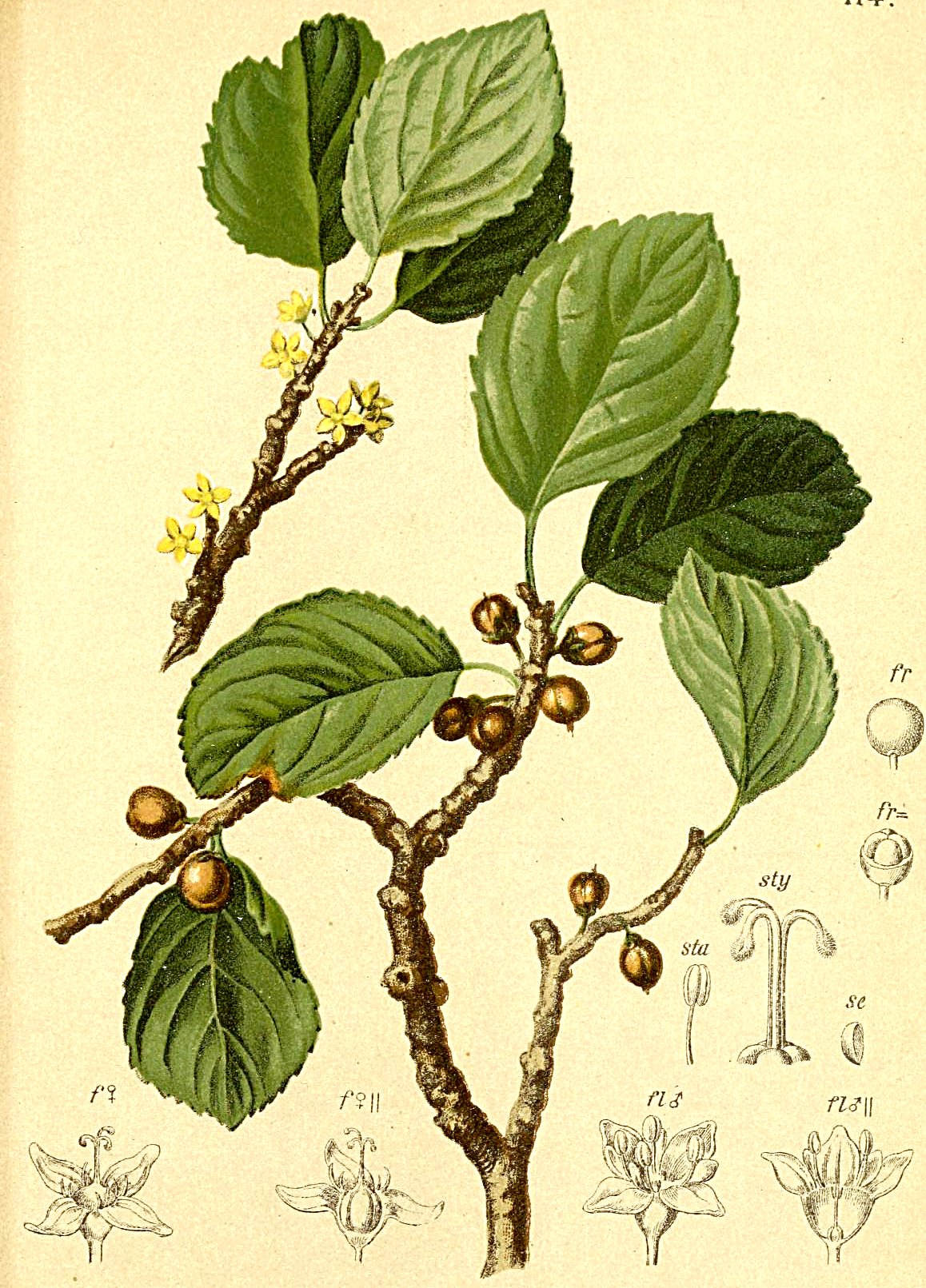
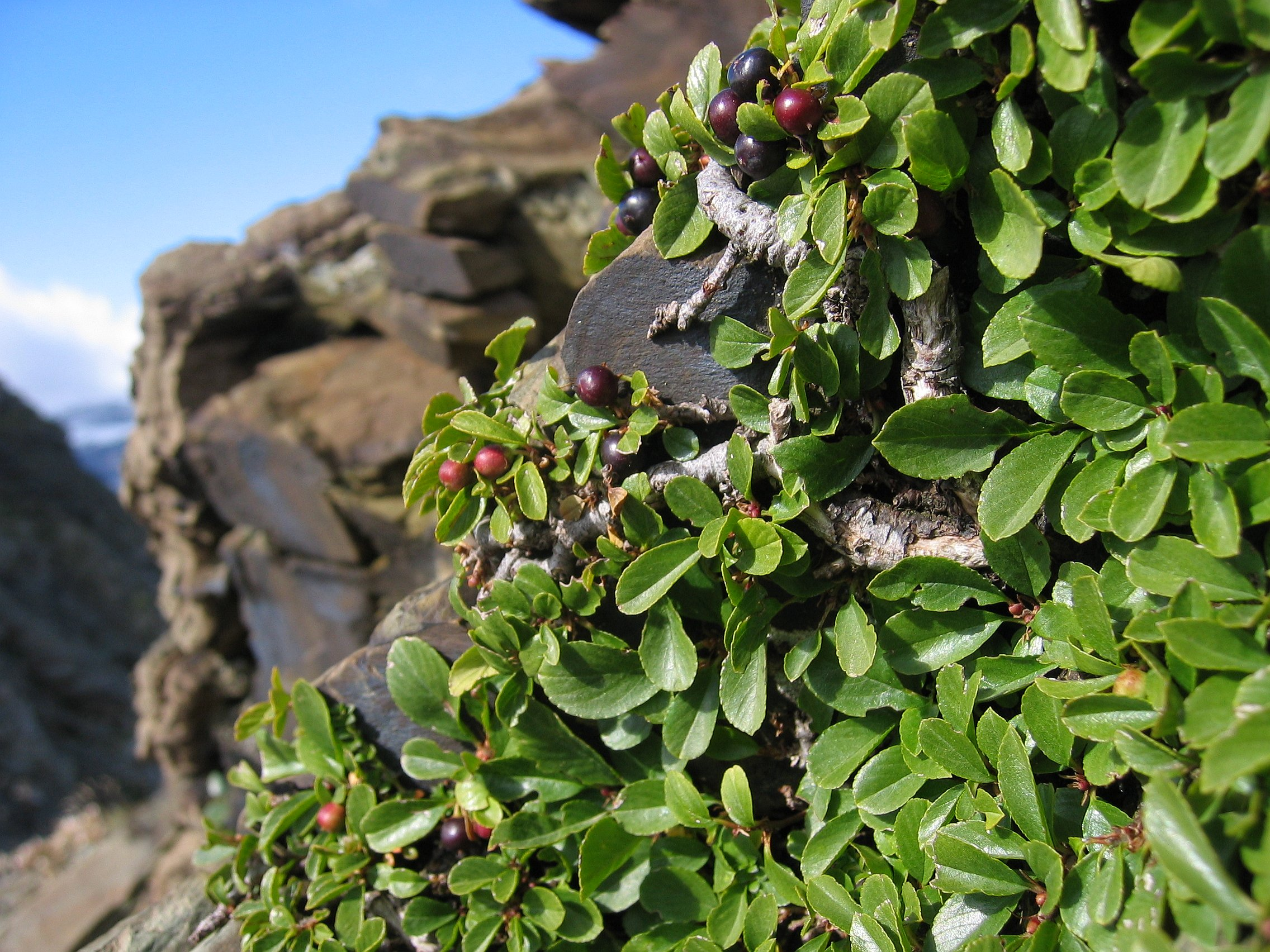
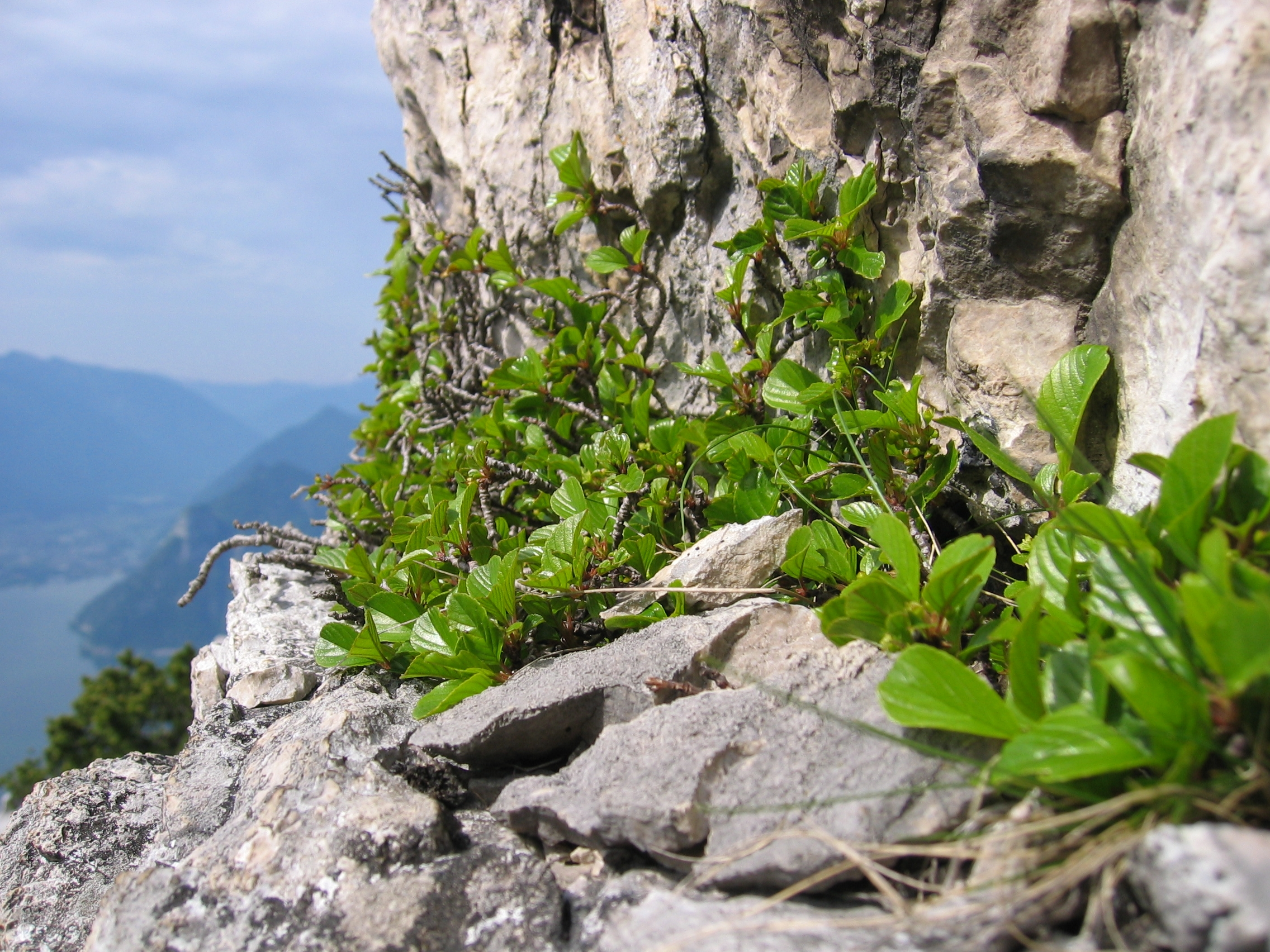
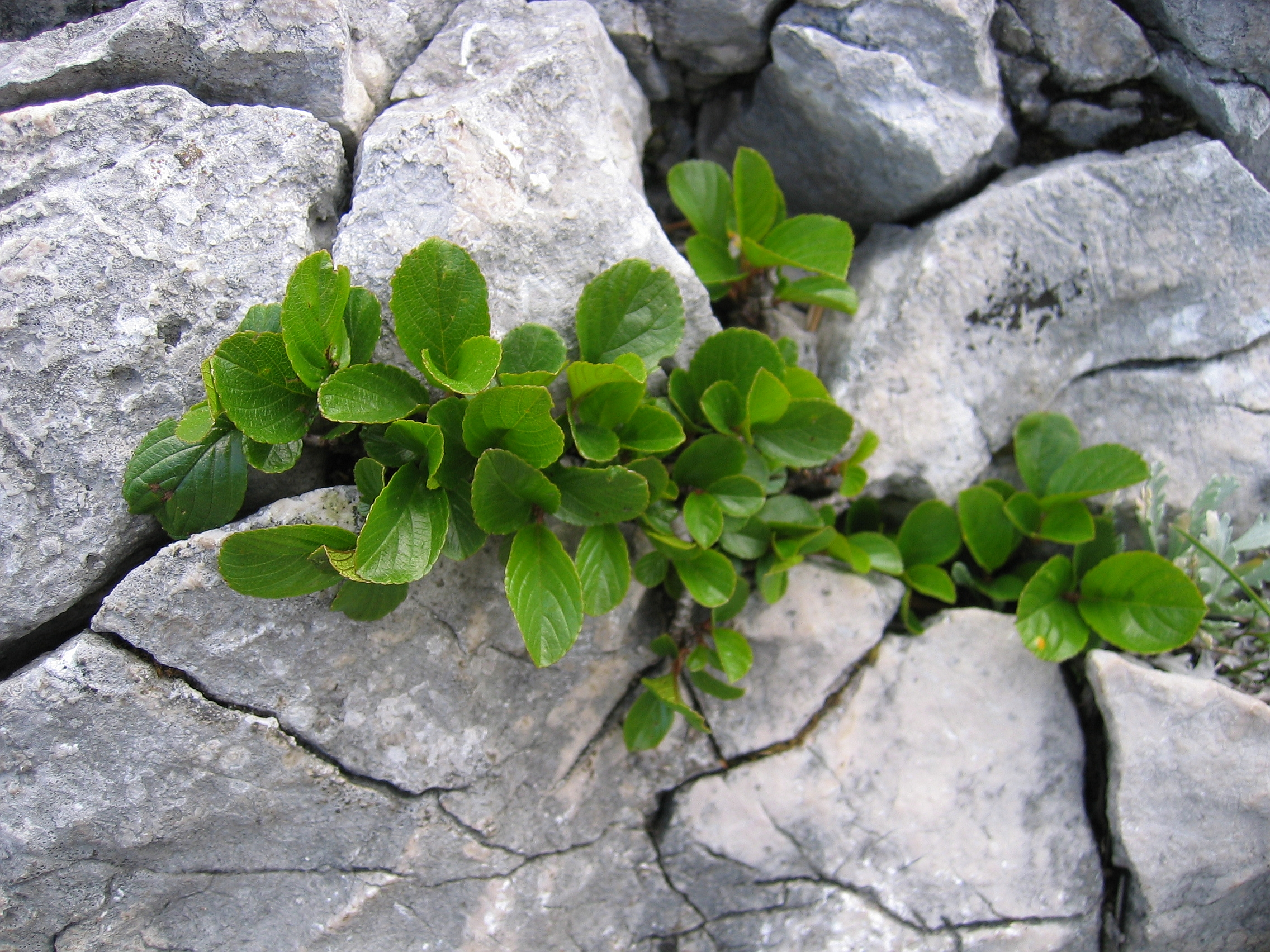